# Cúp Amsterdam
Cúp Amsterdam (tiếng Hà Lan: Amsterdam Toernooi) là một giải đấu thường niên được tổ chức vào thời gian trước mùa giải tại thành phố Amsterdam, Hà Lan. Giải đấu được tổ chức được tổ chức bởi câu lạc bộ Ajax hiện đang thi đấu ở giải Eredivisie và tại sân vận động Amsterdam Arena. Ban đầu giải đấu được khánh thành và có tên là Amsterdam 700 Tournament vào năm 1975 để kỷ niệm 700 năm của lịch sử thành phố. Nó cứ thế được tổ chức hàng năm vào mỗi mùa hè và kết thúc vào năm 1992. Sau đó được tổ chức lại vào năm 1999 với sự ủng hộ của Tổ chức quan hệ đối tác các sự kiện quốc tế (International Event Partnership - IEP).